# Еманюел Кюо
Еманюѐл Кюо̀ (на френски: Emmanuelle Cuau) e френска кинорежисьорка, сценаристка и актриса. 
Дъщеря е на френския адвокат, журналист и кинокритик Бернар Кюо. В България е известна като режисьорка на филма „Неизвестна майка“.